# Hieronymus Janssens

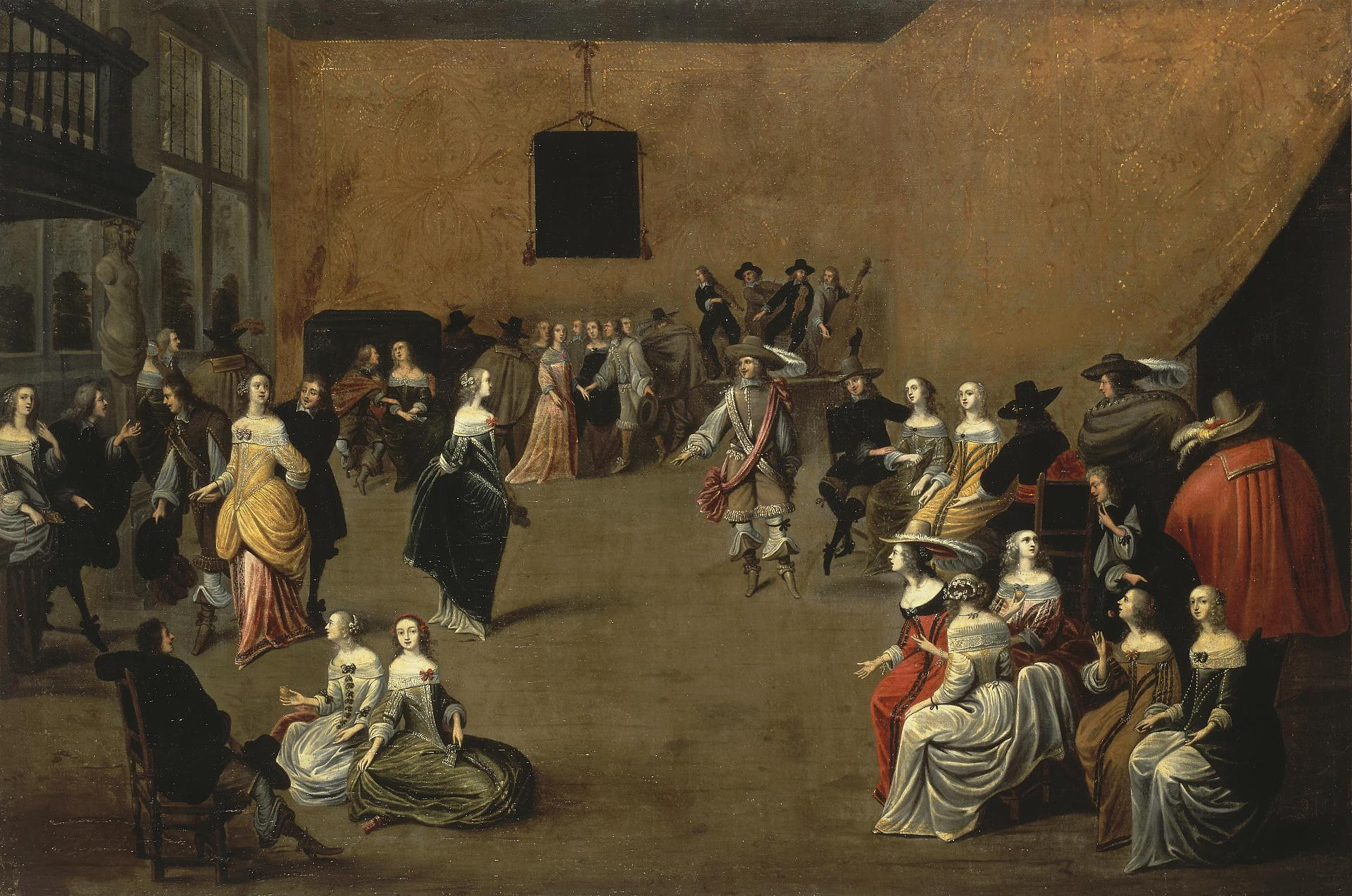
Bal op het terras van een paleis

Hieronymus Janssens of Jeroom Janssens (bijgenaamd Den Danser) (Antwerpen, 1624 - aldaar, 1693) was een Zuid-Nederlands kunstschilder uit de baroktijd gespecialiseerd in dansscènes.

## Biografie
Hij was een leerling van Christoffel Jacobsz. van der Laemen in 1636-1637. Hij werd ingeschreven als een meester in het Antwerpse Sint-Lucasgilde in 1643-1644.
Hij trouwde met Catharina van Dooren in 1650 en nam vier leerlingen aan in 1651-52.

## Werk
Janssens' schilderijen zijn vaak zowel ondertekend als gedateerd, met data variërend van 1646 tot 1661.  Net als zijn leermeester Van der Laemen specialiseerde hij zich in dansscènes, gesitueerd binnen een paleis of buiten op een terras. Dit leverde hem de bijnaam Den danser op.
Architectuur speelt een belangrijke rol in zijn schilderijen.  Hij baseerde zich op bestaande gebouwen, zoals het huis van Rubens in Antwerpen. Janssens gebruikte ook de prenten van Hans Vredeman de Vries als bron voor perspectivische effecten.  Spelend met elementen zoals kolommen, pilasters en ramen creëerde hij denkbeeldige, monumentale constructies.  De architectonische kenmerken in het werk van Janssens's voegen toe aan het dramatische effect, dat nog verder wordt versterkt door zijn gebruik van chiaroscuro, hetgeen de schilderijen een theatraal karakter geeft.  Hij schilderde ook vaak werken in samenwerking met andere kunstenaars.

## Werken
- 1658: Bal op het terras van een paleis, Paleis voor Schone Kunsten te Rijsel.
- 1673: Groep mensen in de kerk van Sint-Rumoldus in Mechelen, geschilderd samen met Wilhelm Schubert van Ehrenberg in het Louvre te Parijs.
- De warme hand, het Louvre te Parijs.